# Henriette Reker
Henriette Reker (9 de diciembre de 1956 en Colonia) es una abogada y política local alemana. Ella es desde el 22 de octubre de 2015 la alcaldesa de la ciudad de Colonia. Anteriormente, desde 2010, era consejera de Sociedad, Integración y Medio Ambiente para el ayuntamiento de Colonia. De 2000 a 2010 fue consejera en la ciudad de Gelsenkirchen.
Reker es una alcaldesa independiente que fue apoyada en las elecciones a la alcaldía de Colonia de 2015 por varios sectores de diversos partidos como Los Verdes (Die Grünen), la CDU y el FDP. Durante su mandato ocurrieron los famosos acosos sexuales que sufrió Colonia el día de Nochevieja de 2015/2016. El 17 de octubre de 2015, un día antes de las elecciones, fue atacada durante uno de sus actos de campaña electoral siendo gravemente herida con arma blanca por expresar que las mujeres debían mantener un código de conducta a fin de evitar los ataques sexuales, además de su apoyo institucional a la acogida de musulmanes en Alemania. 
El atentado conmocionó a la ciudad y a las principales autoridades del estado de Renania del Norte Westfalia a causa de las primeras declaraciones que hizo el agresor mientras era conducido a una estación de policía. “He atacado a Reker a causa de su política de asilo. Quiero proteger a la sociedad de esta gente”, dijo, según el periódico local Kölner Stadtanzeige.
Fue reelegida como alcaldesa en las elecciones de 2020, nuevamente con el apoyo de la CDU y Los Verdes.